# Liste der denkmalgeschützten Objekte in Chomutov
Grundlage dieser Liste der denkmalgeschützten Objekte in Chomutov (Okres Chomutov) ist die ÚSKP-Liste (Ústřední seznam kulturních památek České republiky, deutsch Zentrale Liste der Kulturdenkmäler der Tschechischen Republik), die von der tschechischen Denkmalschutzbehörde NPÚ (Národní památkový ústav, deutsch Nationale Denkmalbehörde) seit 1987 geführt wird und an die seit dem Jahr 1850 geschaffenen Listen anschließt.

## Chomutov(Komotau)
| Lage                                                                                              | Objekt                                                              | Beschreibung | ÚSKP-Nr.                  | Bild                                                                |
| ------------------------------------------------------------------------------------------------- | ------------------------------------------------------------------- | --- | ------------------------- | ------------------------------------------------------------------- |
| Chomutov, náměstí 1. máje 1 (Standort)                                                            | Rathaus, Schloss (ehem. Kommende des Deutschen Ritterordens)        | Ehem. Kommende des Deutschen Ritterordens, umgebaut zum Renaissance-Schloss mit Katherinenkirche, später Rathaus                                                                         | 44115/5-885 Info Katalog  | weitere Bilder                                                      |
| Chomutov, náměstí 1. máje (Standort)                                                              | Kirche Mariä Himmelfahrt                                            | Kirche Mariä Himmelfahrt (Kostel Nanebevzetí Panny Marie) | 39801/5-882 Info Katalog  | weitere Bilder                                                      |
| Chomutov, náměstí 1. máje (Standort)                                                              | Dreifaltigkeitssäule                                                | Dreifaltigkeitssäule | 45383/5-888 Info Katalog  | weitere Bilder                                                      |
| Chomutov, náměstí 1. máje 2 (Standort)                                                            | Pfarrhaus                                                           | Pfarrhaus | 27413/5-886 Info Katalog  | weitere Bilder                                                      |
| Chomutov, náměstí 1. máje 4 (Standort)                                                            | Haus Nr. 4                                                          | Stadthaus | 27464/5-911 Info Katalog  | Haus Nr. 4                                                          |
| Chomutov, náměstí 1. máje 5/8 (Standort)                                                          | Haus Nr. 5                                                          | Stadthaus | 38939/5-919 Info Katalog  | Haus Nr. 5                                                          |
| Chomutov, náměstí 1. máje 9/12 (Standort)                                                         | Haus Nr. 9                                                          | Stadthaus (Collinův-Haus) | 21567/5-891 Info Katalog  | weitere Bilder                                                      |
| Chomutov, náměstí 1. máje 10/13 (Standort)                                                        | Haus Nr. 10                                                         | Stadthaus | 33090/5-918 Info Katalog  | Haus Nr. 10                                                         |
| Chomutov, náměstí 1. máje 11/14 (Standort)                                                        | Haus Nr. 11                                                         | Stadthaus | 30429/5-910 Info Katalog  | Haus Nr. 11                                                         |
| Chomutov, náměstí 1. máje 12/15 (Standort)                                                        | Haus Nr. 12                                                         | Stadthaus, sogenanntes „Dreikaiserhaus“ (Treffen der Monarchen Zar Alexander I. von Rußland, König Friedrich Wilhelm III. von Preußen und Kaiser Franz I. von Österreich im August 1813) | 14305/5-921 Info Katalog  | Haus Nr. 12                                                         |
| Chomutov, Revoluční 32/8 (Standort)                                                               | Haus zum Bären Nr. 32                                               | Stadthaus – Haus zum Bären | 16967/5-907 Info Katalog  | weitere Bilder                                                      |
| Chomutov, Revoluční 36/2 (Standort)                                                               | Haus Nr. 36                                                         | Stadthaus | 38578/5-914 Info Katalog  | Haus Nr. 36                                                         |
| Chomutov, Mostecká 39/3 (Standort)                                                                | Haus Nr. 39                                                         | Stadthaus | 29781/5-908 Info Katalog  | Haus Nr. 39                                                         |
| Chomutov, Ruská 77/18 (Standort)                                                                  | Haus Nr. 77                                                         | Stadthaus | 14808/5-915 Info Katalog  | Haus Nr. 77                                                         |
| Chomutov, Ruská 84 (Standort)                                                                     | Haus Nr. 84                                                         | Stadthaus | 102690 Info Katalog       | Haus Nr. 84                                                         |
| Chomutov, náměstí 1. máje 85, Palackého, Ruská (Standort)                                         | Jesuitenkollegium                                                   | Jesuitenkollegium mit St. Ignatiuskirche, ehem. Jesuiten-Gymnasium und ehem. Speicher | 46891/5-883 Info Katalog  | weitere Bilder                                                      |
| Chomutov, náměstí 1. máje 85, Palackého, Ruská (Standort)                                         | St. Ignatiuskirche                                                  | St. Ignatiuskirche und ehem. Speicher | 46891/5-883 Info Katalog  | weitere Bilder                                                      |
| Chomutov, náměstí 1. máje 85, Palackého, Ruská, an der Südseite des Jesuitenkollegiums (Standort) | Säule des Hl. Josef, der Hl. Anna und des Hl. Joachim mit Vasen     | Säule des Hl. Josef, der Hl. Anna und des Hl. Joachim mit zwei Vasen, früher in Krásný Dvoreček (Klein Schönhof)                                                                         | 43759/5-731 Info Katalog  | Säule des Hl. Josef, der Hl. Anna und des Hl. Joachim mit Vasen     |
| Chomutov, náměstí 1. máje 89/21 (Standort)                                                        | Haus Nr. 89                                                         | Stadthaus | 31151/5-920 Info Katalog  | Haus Nr. 89                                                         |
| Chomutov, Husovo náměstí 104/1 (Standort)                                                         | Schule Nr. 104                                                      | Schule | 23942/5-906 Info Katalog  | Schule Nr. 104                                                      |
| Chomutov, Puchmayerova 114/1 (Standort)                                                           | Haus Nr. 114                                                        | Stadthaus | 16119/5-896 Info Katalog  | Haus Nr. 114                                                        |
| Chomutov, Klostermannova 140/21, Jakoubka ze Stříbra (Standort)                                   | Haus Nr. 140 – Sitz der Kommunistischen Partei in den 1930er Jahren | Stadthaus – Sitz der Kommunistischen Partei in den 1930er Jahren | 14373/5-905 Info Katalog  | Haus Nr. 140 – Sitz der Kommunistischen Partei in den 1930er Jahren |
| Chomutov, Mánesova 153 (Standort)                                                                 | Haus Nr. 153                                                        | Stadthaus | 34892/5-909 Info Katalog  | BW                                                                  |
| Chomutov, Riegrova (Standort)                                                                     | Stadtbefestigung                                                    | Stadtbefestigung | 26258/5-895 Info Katalog  | Stadtbefestigung                                                    |
| Chomutov, Riegrova (Standort)                                                                     | Stadtbefestigung mit Bastion                                        | Stadtbefestigung mit Bastion | 35828/5-894 Info Katalog  | Stadtbefestigung mit Bastion                                        |
| Chomutov, Riegrova (Standort)                                                                     | Nepomuksäule                                                        | Nepomuksäule | 36963/5-898 Info Katalog  | Nepomuksäule                                                        |
| Chomutov, Hálkova 220/16 (Standort)                                                               | Heiliggeistkirche                                                   | Spital mit Heiliggeistkirche | 31014/5-884 Info Katalog  | weitere Bilder                                                      |
| Chomutov, vor dem Haus Mostecká 1184/5 (Standort)                                                 | Weinberg-Kapelle                                                    | Weinberg-Kapelle (Kaple Vinohradská) | 15692/5-902 Info Katalog  | Weinberg-Kapelle                                                    |
| Chomutov, Beethovenova (Stadtfriedhof) (Standort)                                                 | Grab von F. J. Gerstner                                             | Grab von Franz Josef von Gerstner auf dem Friedhof | 25006/5-892 Info Katalog  | Grab von F. J. Gerstner                                             |
| Chomutov, Beethovenova (Stadtfriedhof) (Standort)                                                 | Grab von Anton Gnirs                                                | Grab von Anton Gnirs auf dem Friedhof | 10882/5-5645 Info Katalog | Grab von Anton Gnirs                                                |
| Chomutov, am Kamencové jezero (Standort)                                                          | Streik-Denkmal                                                      | Denkmal zur Erinnerung an den Streik von 1932 am Alaunsee (Kamencové jezero), geschaffen von A. Kudrna (1972)                                                                            | 15757/5-913 Info Katalog  | Streik-Denkmal                                                      |
| Chomutov, am Kamencové jezero (Standort)                                                          | Statue des Hl. Josef                                                | Statue des Hl. Josef am Kamencové jezero | 17831/5-889 Info Katalog  | Statue des Hl. Josef                                                |
| Chomutov, Kaštanka, parc. 5820 im nördlichen Stadtteil (Standort)                                 | Säule mit Skulptur der Hl. Dreifaltigkeit                           | Säule mit Skulptur der Hl. Dreifaltigkeit | 27415/5-899 Info Katalog  | Säule mit Skulptur der Hl. Dreifaltigkeit                           |
| Chomutov, Březenecká ()                                                                           | Nepomuksäule                                                        | Statue des hl. Johannes von Nepomuk von Johann Adam Dietz | 32697/5-897 Info Katalog  | Nepomuksäule                                                        |
| Chomutov, Březenská oder Březenecká ()                                                            | Statue der Hl. Barbara                                              | Statue der Hl. Barbara | 40813/5-900 Info Katalog  |                                                                     |
| Chomutov ()                                                                                       | Skulptur Pietà                                                      | Skulptur Pietà | 16639/5-887 Info Katalog  |                                                                     |
| Chomutov ()                                                                                       | Skulptur der Hl. Anna und der Jungfrau Maria                        | Skulptur der Hl. Anna und der Jungfrau Maria | 41647/5-890 Info Katalog  | Skulptur der Hl. Anna und der Jungfrau Maria                        |
| Chomutov II, Horní Ves, Lipská, Kostelní (Standort)                                               | Barbarakirche                                                       | Barbarakirche (Kostel svaté Barbory) | 25002/5-893 Info Katalog  | weitere Bilder                                                      |